# Kingsglaive: Final Fantasy XV
Kingsglaive: Final Fantasy XV (japonsky: キングスグレイブ ファイナルファンタジーXV - Kingusugureibu: Fainaru Fantadží) je japonský animovaný film z roku 2016 s velmi realisticky vykreslenými postavami, prostředím a efekty. Jedná se o filmový prequel hry Final Fantasy XV, který začíná několik týdnů před začátkem příběhu hlavní hry, pokračuje a končí souběžně s událostmi prvních dnů hry. Film byl proto určen hlavně pro zájemce o hru, kde byl představen Eos, město Insomnia a mnoho vedlejších postav hry, které měly v tomto filmu funkci hlavních postav. Noctis, Gladiolus, Ignis a Prompto se ve filmu vyskytli pouze v jejím závěru až po závěrečných titulcích.
Do kin tento film dorazil 9. července 2016 v Japonsku, jehož distributorem je společnost Aniplex. Od srpna téhož roku byl film vysílán v Severní Americe, kde se o distribuci starala společnost Stage 6 Films. Digitální verze pro domácí použití byly k dispozici až v říjnu 2016. Některé edice obsahovaly i seriál Brotherhood: Final Fantasy XV, jenž vznikal v tutéž dobu jako film.

## Obsazení
Film obsahuje originální japonský a anglický dabing. Snímek byl nadabován i do českého jazyka zásluhou LS Productions dabing.
| Jméno postavy             | Dabing anglický | Dabing japonský    | Dabing český     |
| ------------------------- | --------------- | ------------------ | ---------------- |
| Nyx Ulric                 | Aaron Paul      | Gó Ajano           | Jiří Krejčí      |
| Lunafreya Nox Fleuret     | Lena Headeyová  | Šiori Kucunaová    | Petra Tišnovská  |
| Regis Lucis Caelum CXIII. | Sean Bean       | Cutomu Isobe       | Ladislav Cigánek |
| Iedolas Aldercapt         | David Gant      | Šózó Iizuka        | ?                |
| Ardyn Izunia              | Darin De Paul   | Keidži Fudžiwara   | Petr Gelnar      |
| Ravus Nox Fleuret         | Trevor Devall   | Júiči Nakamura     | ?                |
| Titus Drautos             | Adrian Bouchet  | Kóiči Jamadera     | Pavel Vondra     |
| Libertus Ostium           | Liam Mulvey     | Micuaki Kanuka     | Libor Terš       |
| Crowe Altiusová           | Alexa Kahnová   | Ajumi Fudžimuraová | Kateřina Petrová |
| Luche Lazarus             | Todd Haberkorn  | Tomokazu Seki      | Viktor Dvořák    |
| Clarus Amicitia           | John DeMita     | Bandžó Ginga       | Pavel Šrom       |

## Příběh
Film se odehrává ve fantasy světě Eos. V úvodu jsou stručně shrnuté nedávné dějiny, kdy říše Niflheim, jež svou prosperitu a moc založila na vývoji a užívání technologií magitek, sjednocující moc magie a techniky, dobývala jedno území za druhým ve snaze ovládnout celý svět. Říše již zachvátila všechny provincie království Lucis, poslední nezávislé krajiny na Eosu, až na samotné hlavní město Insomnia. To prozatím říši vzdoruje díky mocné Nové bariéře, která nad celým městem vytváří neproniknutelné silové pole. To vychází z moci krále, Regise Lucis Caelum CXIII., jehož moc vychází skrze Prsten Lucianů z Krystalu, jenž je bezpečně uložen v insomnijské citadele, sídle krále a vlády.
Před dvanácti lety navštívil Regis se svým osmiletým synem království Tenebrae na západním Imperiálním kontinentu, kterému vládla věštkyně a jeho spojenkyně Sylva Via Fleuret. Zde se Noctis zotavoval, když byl cestou sem přepaden démonem, kterého na kolonu automobilů, tvořící královský doprovod, nastražil Niflheim. Avšak v bezpečí nebyl ani v Tenebrae, kterou říše Niflheim přepadla a obsadila. Královna Sylva byla zabita generálem Glaucem, její syn Ravus padl do zajetí a Regis prchal se svým ještě neuzdraveným synem Noctisem a se Sylvy dcerou Lunafreyou pryč. Lunafreya se však Regisovi vyvlékla, aby zůstala v Tenebrae s bratrem, jenž zoufale volal Regise o pomoc před Niflheimem, jehož nadvládě se museli oba podvolit, přičemž ztratili svá práva následnictví.
Zbytky království Lucis po tomto incidentu začala bránit speciální jednotka, tvořená uprchlíky z okrajových regionů Lucis, jež po prohraných dřívějších válkách okupuje Niflheim. Kingsglaive, neboli Královské glévy (dále jen glévy), používají v boji magii, vycházející skrze krále z Krystalu. Následuje téměř desetiminutová scéna, během níž glévy zoufale brání poslední zbytky území Lucis, oddělené obří propastí, přes kterou se klene obří skalní brána. Niflheim proti nim nasadil svou pěší armádu spolu s magitekskými vojáky a chvíli po setmění nechal Ravus vypustit na bojiště démony, polapené pro vojenské účely. Ačkoliv se glévy držely statečně a jednotce, které velela Crowe, se podařilo s vypětím sil vyvolat nad nepřítelem obří bouři, jež rozmetávala magitekské vojáky i stroje, museli se rychle stáhnout poté, kdy Niflheim vypustil kromě démonických behemotů a kerberů také svůj nový vynález: uměle vyrobeného obřího démona Diamantovou zbraň, vybaveného smrtonosnými zbraněmi na ramenou, které zničily obří klenbu, jež se začala propadat do hlubokého údolí.
Během stažení, které nařídil Drautos, však Nyx Ulric, přezdívaný "Hrdina," neuposlechl rozkaz a riskoval život pro záchranu svého přítele z dětství Liberta Ostium, jenž kvůli neochotě používat warp pomocí zbraně zůstal po pádu obřího balvanu na jeho nohy zaklíněný a ohrožoval ho démon. I když Nyx svého přítele dokázal zachránit, byl Drautosem suspendován. Niflheim bitvu vyhrál, ale jeho vojsko nepostoupilo vpřed a stáhlo se. Nad ránem se glévy vrátily v obrněných vozech zpět do Insomnie. Když Drautos podával králi Regisovi hlášení, žádal vyslanec Niflheimu o audienci.
Regis tedy vyslance přijal a byl nemile překvapen, že Niflheim vyslal svého kancléře, navíc bez jakéhokoliv doprovodu. Kancléř si byl jistý, že se mu nic nemůže stát, neboť magie krále slábne vinou jeho zdravotního stavu a věku. Tento Ardyn Izunia přišel ve svém excentrickém tmavém oděvu, teatrálně se s úsměvem uklonil králi a informoval ho, že nedávné stažení vojsk nebyl žádný strategický ústup, ale nařízení císaře, který nabízí Lucis mír. Jako jedinou podmínku požaduje odstoupení všech okupovaných provincií Lucis říši Niflheim. Ardyn přidal ještě jednu podmínku, a to sňatek prince Noctise s Lunafreyou, bývalou princeznou Tenebrae. Ardyn Regise ujistil, že ta si ho po tom, co se stalo před dvanácti lety, stále ještě váží.
Regis usoudil, že nezbývá než podmínky přijmout. Jeho rozhodnutí uvítala většina obyvatel města, avšak neuvítali to uprchlíci z ostrovní provincie Galahd, tvořící většinu členů Královských glév. Glévy cítili, že Regis zanechal jejich domov a rodiny napospas říši. Nyx byl mezitím převelen za trest na stráž k městské bráně, aby si tam vychutnal xenofobní zacházení od tamních svých nadřízených a kolegy Petry Fortise, kteří považovali uprchlíky zvenčí za podřadné spoluobčany. Po čase Nyx, jenž měl být převelen z glév do insomnijské hradní stráže, přemýšlel o návratu domů. Crowe byla nasazena do Tenebrae, aby bezpečně eskortovala Lunafreyu, a zraněný Libertus otevřeně nesouhlasil s takovouto kapitulací. Crowe za městem nasedla na motocykl, avšak proti ní náhle vyjela dodávka glév a byla o den později nalezena dvěma obyvateli okupovaných regionů mrtvá. Její smrt šokovala Nyxe i Liberta, jenž ji měl rád jako sestru.
To vedlo k hádce mezi Nyxem, jenž se snažil rozhodnutí krále chápat, a Liberta, který řady glév na protest opustil a v noci vyhledal pod městem další nespokojence z řad glév, kteří chystali rebelii, mezi nimiž byl i Luche. Libertus prohlásil, že Regis není žádný král, a tak ho přijali do svých řad. Drautos svěřil Crowiny osobní věci Nyxovi, mezi nimiž byla i sponka do vlasů, kterou Crowe chtěla darovat Lunafreye. Lunafreya se mezitím chystala dle instrukcí na útěk z Tenebrae, ale plán jí překazil její bratr Ravus, který se stal po letech okupace svého domova slouhou Niflheimu a dostal funkci prvního důstojníka Nejvyššího velitele Glauca.
O den později dorazil do Insomnie císař Iedolas Aldercapt z Niflheimu a jeho doprovod mu dělala právě Lunafreya. Tu do hotelu Caelum Via dopravil Nyx, jenž tam měl dle nového rozkazu dělat spolu s Drautem stráž. K večeru se tam konal slavnostní bál spolu s velkolepým ohňostrojem, který císař chválil jako poctu Niflheimu. Přítomen byl i kancléř Izunia, král Regis i Lunafreya, která mu předtím při soukromé audienci v citadele pověděla, že se pro ni nic za posledních dvanáct let nezměnilo a považuje za svou povinnost sloužit. Lunafreya se pokoušela seznámit s Nyxem, který jí dal sponku, co pro ni měla Crowe, což sledoval s napětím Drautos. Jakmile slavnost skončila a hosté odešli, zůstala Lunafreya na střeše hotelu sama, ale přepadl ji tam niflheimský generál Glauco, aby mu posloužila. Překvapená Lunafreya se nezmohla na odpor.
Další den ráno, kdy měla být slavnostně podepsána oběma monarchy mírová smlouva, nebyla Lunafreya nikde k nalezení, zatímco hradní stráž měla plné ruce práce se zajištěním bezpečnosti citadely během celé ceremonie, kterou sledoval doslova celý Eos. Nyx si prohlížel zvláštní Crowiny hodinky, jež ukazovaly měnící se polohu něčeho. Když mu cestou do služby došlo, že zaměřují polohu té sponky do vlasů, vrátil se pro ně domů a spatřil, že se displej zastavil na konkrétní souřadnici. Jeho kolega přes rádio zjistil, že ukazují k rokli daleko za město a radar na místě zaměřil i několik niflheimských magitekských letounů.
Nyx se prudce rozeběhl a přes stráže si vynutil vstup do citadely a okamžitou audienci u krále, neboť Drautos měl komunikátor vypnutý. Regis se divil, proč tentokrát císaře Aldercapta Lunafreya nedoprovází, a tak svou glévu vyslyšel. Nyx si byl jistý, že Niflheim Lunafreyu unesl a drží ji v jedné ze svých lodí. Žádal krále, aby uvedl glévy do pohotovosti na záchrannou misi. Král vyhověl a také nařídil hradní stráži, aby byla připravena zajmout císaře. Glévy slíbili věrnost Nyxovi, který dočasně přebral velení, a vyrazili. Král se poněkud opozdil a nechal císaře čekat, ale jakmile glévy dorazili na místo, zahájili proces infiltrace. Během ní niflheimské letouny zapnuly motory a říšští vojáci na palubě nijak nereagovali. Pouze předali císaři prostřednictvím svých nadřízených, tvořících císařův doprovod, zprávu, že glévy dle plánu zahájili operaci.
Jakmile dorazil Regis, omlouval se císaři, že musel vyšetřit krádež něčeho, co má vlastní vůli. Oba monarchové se obratně vyhýbali přímé konfrontaci a Aldercapt Regisovi předstíral pochlebování. Regis se ho ptal na trest pro zloděje v Niflheimu, který je absolutní pouze s jedinou výjimkou. Zloděj, jenž unikne pořádkovým jednotkám, nesmí být za svůj skutek potrestán. Glévy mezitím pronikli dovnitř a Drautos jim na dálku popřál štěstí. Jakmile glévy zahájili operaci převzetí kontroly nad letouny a nalezli Lunafreyu, císař pokračoval v proslovu, že takový postup je výstraha samotné spravedlnosti, aby měla vždy pevnou ruku. V ten moment obsadili vzbouřené glévy komoru s Krystalem a vyhodili do povětří ochranné pečetě, zatímco byla spuštěna série teroristických útoků před citadelou. Na letounech dostali další zrádci signál, aby pozabíjeli své kolegy, kteří dosud věrně sloužili králi, přičemž mnoho se jich vzájemně zabilo.
Nyx přežil a chránil Lunafreyu, kterou pronásledoval obří démon, mluvící chobotnice Ultros. Zrádcům se povedlo narušit tok energie z Krystalu a Nová bariéra se rozpadla. Niflheimské letouny okamžitě vtrhly nad město, ale mnoho jich zásluhou glév havarovalo, včetně té, na které byl Nyx s Lunafreyou. Povedlo se jim zbavit Ultrose, který se napíchl při pádu lodi na věž jednoho mrakodrapu, a sami se dostali na vedlejší poškozený letoun, který dokázali nasměrovat k citadele, neboť Lunafreya cítila, že tam má ještě povinnosti, i když ji Nyx zoufale přesvědčoval, že musí pryč. V citadele se totiž rozzuřila bitva mezi luciskými a niflheimskými představiteli přítomnými u podpisu mírové smlouvy. Císaře Aldercapta vyvedli jeho věrní ven a nalodili ho na letoun spolu s kancléřem Izuniou, kdežto Regis zůstal obklíčen, bránil se pouze magií, a zůstal mu ze všech přítomných jenom jeho dobrý přítel Clarus Amicitia.
Ohrožoval je generál Glauco, jenž používal magii a měl na sobě velmi vyspělé magitekské brnění, jež ho činilo téměř nepřemožitelným. Mezitím do města přistály další niflheimské letouny s magitekskými vojáky, kteří zahájili palbu po civilistech a zastřelili i několik zrádců z řad glév. Clarus v boji s Glaucem padl a král zůstal osamocen, obklopen magickou bariérou, dokud tam nevpadli Nyx s Lunafreyou, který okamžitě Glauca zabavil. Glauco však králi dokázal useknout prst, na kterém měl Prsten Lucianů. Ten se dokutálel k Ravusovi, jenž se náhle objevil v síni, a přesvědčen, že je vyvolený válečník světla, si ho nasadil. Žádal staré krále Lucis, aby ho obdařili svou mocí, avšak jeho ruka mu začala hořet. Dříve, než začal hořet celý, mu Glauco ruku, na které měl Prsten, usekl, a Prsten se dokutálel zpět k Regisovi.
Ravusova intervence poskytla Regisovi a Lunafreye čas, aby unikli tajným výtahem, kam se k nim na poslední chvíli odwarpoval i Nyx. Během jízdy dolů žádal Regis Lunafreyu, aby převzala Prsten do svého držení a předala ho Noctisovi, který na ni čeká v Altissii. Nyx poznamenal, že mají "skvělého" krále, který chrání jen svého syna, ale Regis ho spolu s Lunafreyou přesvědčili, že tak činí pro lepší budoucnost celého světa. Regis v suterénu požádal jako muž muže Nyxe, aby Lunafreyu do Altissie doprovodil, ale dostihl je šachtou generál Glauco. Při útěku se Regis vytrhl Lunafreye, zatarasil cestu zpět bariérou a nechal se Glaucem zabít. Šokovaná Lunafreya musela s Nyxem zmizet dříve, než králova magie vyprchá, a tak nasedli do nadupaného auta značky AUDI, existující i na světě Eos, patřící princi Noctisovi, který je už dávno mimo město.
Nad Insomnií se již stmívalo a z letounu, v kterém císař Aldercapt s kancléřem Ardynem Izuniou sledovali masakr v ulicích, přišel rozkaz vypustit do města démony, aby se obyvatelé poprvé seznámili s hrůzami noci. Do Insomnie bylo z obřích transportérů vysazeno několik Diamantových zbraní, které začaly město pustošit. Nyxe, kterého kontaktoval Drautos, aby se dostavil s ostatními glévami na určité místo, odkud se evakuují z města, spolu s Lunafreyou v autě pronásledovali ve vypůjčeném letounu zbývající rebelové od glév, kteří se Nyxovi vysmívali za to, že se smrtí krále přestala fungovat i jeho magie, ale ty zlikvidoval Petra Fortis, který tímto začal Nyxe respektovat. S autem nedojeli daleko vinou řádění niflheimských magitekských vojáků, robotů a Diamantových zbraní, a museli se skrývat a krýt se před střelbou.
Až teprve v úkrytu v jedné z kanceláří Nyxovi došlo, že démoni i Niflheim po Lunafreye tolik jdou, protože zaměřili její sponku do vlasů od Crowe. Toho využili k likvidaci spousty létajících démonů formy "očí zla", které vhozením spony do motoru magitekského letounu zničili jediným úderem. Pak se museli dále velkou část noci skrývat, přičemž Drautos naléhal, aby se Nyx s Lunafreyou okamžitě dostali na místo určení. Pěšky tak po mnoha nesnázích učinili, dříve však stihla Lunafreya Nyxovi vysvětlit tajemství Prstenu Lucianů a Krystalu, a že legendy o Staré bariéře ochraňující Insomnii, jsou pravdivé. Během noci Libertus ledal mezi mrtvými své kolegy-rebely, z nichž jeden ještě žil a dověděl se od něj, že jim Niflheim za zradu nabídl celou centrální čtvrť Insomnie. Libertus si po vyposlechnutí vysílačky svého umírajícího kamaráda, který poslouchal rozkazy od generála Glaucy i Drautose, uvědomil chybu, nasedl do auta a vyhledal Nyxe.
Nyx s Lunafreyou dorazili na místo, kde je přepadl Luche. Prostřelil Nyxovi břicho a prozradil, že to on zavraždil Crowe. Pak začal pronásledovat Lunafreyu, která když neměla kam utéct, oklamala Lucheho a namluvila mu, že Prsten, který hlídá, má neuvěřitelnou moc. Posléze hořícímu Luchemu Prsten zase vzala a zamířila za Nyxem, jenž se svíjel v bolestech. Na místo dorazil Drautos a souběžně s ním v autě i Libertus, který nečekaně strhl řízení, aby Drautose nabral na kapotu a rozdrtil ho o nejbližší zeď. Drautos však zapnul magitekské brnění, které ho před nárazem ochránilo, a prozradil přítomným, co už dříve došlo Libertovi. Drautos a generál Glauca jsou jedna a tatáž osoba, zrádce Lucis.
Drautos hodlal Nyxe zabít, takže se Lunafreya rozhodla nasadit Prsten. Ještě před tím, než po nich Drautos skočil, jí ho Nyx sebral s tím, že hrdina je tu on. Čas kolem Nyxe se zastavil a přesunul se do jiné dimenze s tmavě modrým pozadím. Na výzvu, aby se ukázali staří králové Lucis, se před ním zjevilo několik lucianských podob králů-jejich duchové v nadživotní velikosti v impozantním brnění. Nyx požadoval, aby obnovili bariéru, ať už Novou, nebo Starou, což králové odmítli s tím, že to neprovedou, navíc on není královské krve a hrozili mu, že ho nechají shořet. Zapálili mu magií ruku s prstenem a žádali oběť, buď Lunafreyin, nebo Libertův život. Nyx odmítl s nimi takovýmto způsobem jednat a řekl jim, že jsou králové ničeho a přijdou o svůj Prsten. Králové se urazili, shledali ho lehkým a chtěli ho podpálil, avšak zjevil se luciánský duch krále Regise, který se Nyxe u ostatních zastal. Hořící Nyx prozradil, že mu jde jen o to zajistit lepší budoucnost pro všechny. Ostatní králové ho vzali na milost, protože se nezalekl hrozby smrti, takže mu propůjčí své schopnosti, aby ochránil Lunafreyu a budoucnost světa. Avšak účinek pomine s rozedněním a požadují za to život, jeho vlastní.
Nyx rád přijal, přestal hořet, vrátil se zpět do reality světa, znovu se rozběhl čas a mocným výtryskem blesků odhodil Glauca. Prsten odevzdal zpět Lunafreye, ať ho doručí v pořádku Noctisovi. Od Liberta přijal omluvu a požádal ho, aby doprovodil Lunafreyu do Altissie za něj, zatímco on půjde plnit vůli králů. Ač věděl, že je odsouzen na smrt, slíbil Libertovi, že se sejdou v Galahdu. Libertus s Lunafreyou nastoupili do auta a zamířili k jižní městské bráně, ale museli se vyhýbat zahájené palbě z Diamantových zbraní. Mezitím vypukla velkolepá bitva mezi Nyxem a Drautosem, kterou doprovodila ještě velkolepější, neboť Nyx vyvolal Starou bariéru. Dvanáct obřích soch starých králů v lucianské podobě ožilo a pustily se do boje s Diamantovými zbraněmi. Bitva způsobila po celém městě velké množství škod, ale Stará bariéra svůj účel splnila.
Během celonoční bitvy s Nyxem se Drautos vyčerpal a chvílemi mu dokázal zmizet, aby zkusil dopadnout Lunafreyu s Libertem. Libertus ho však s pomocí Lunafreyi, která ho bokem auta při řízení přirazila za jízdy o betonovou stěnu, na chvíli přemohl a zasekl do jeho brnění svou dýku. Pak bitva mezi Nyxem a Drautem za rozednívání pokračovala, kdy jeden byl již vyčerpaný a druhý ztrácel moc i život. V rozhodující moment si Nyx všiml dýky, kterou do Drauta zabodl Libertus, a se slovy, že mu bude hodně dlužit, zrádce krále popravil. S umírajícím Drautem probral, že se on upnul na to, co bylo, aniž by myslel na to, co bude, a zradil krále, protože je prý opustil všechny a musel mu sloužit, i když jím opovrhoval. Pak Nyx, jenž se začal měnit v popel, konstatoval, že jeho smrt není až tak strašná.
S rozedněním nechal císař Aldercapt zničit zbylé démony v hořícím městě, což Ardyn označil za plýtvání, ale poslechl ho. Nad ránem Libertus konečně dovedl Lunafreyu k bráně, kde se oba rozloučili, protože má-li se v pořádku ona dostat do Altissie, nesmí cestovat s takovým hrdinou jako on. Libertus na ni zavolal "Královno, v Galahdu budete s Noctisem vždy vítaní." Lunafreya se pak před bránou ztratila v davu lidí, prchajících z města a unikla pryč. Po závěrečných titulcích se děj přemístí o několik dnů vzad, kdy Noctis, Ignis, Gladiolus a Prompto, který řídí Regalii, právě opustili brány Insomnie a diskutují za jízdy o svatbě, která prince čeká. Avšak bouchne motor a auto se zastaví... Příběh pokračuje ve Final Fantasy XV.